# Трофимов, Андрей Трофимович (Герой Советского Союза)
Андрей Трофимович Трофимов (1911—1943) — красноармеец Рабоче-крестьянской Красной Армии, участник Великой Отечественной войны, Герой Советского Союза (1943).

## Биография
Андрей Трофимов родился в 1911 году в деревне Леоньково Вяземского уезда. Окончил пять классов школы. В 1933—1936 годах служил в Рабоче-крестьянской Красной Армии. Демобилизовавшись, проживал и работал в Москве. В 1941 году Трофимов повторно был призван в армию. С февраля 1942 года — на фронтах Великой Отечественной войны. Был ранен 4 февраля 1943 года.
К сентябрю 1943 года красноармеец Андрей Трофимов был помощником командира взвода 836-го стрелкового полка 240-й стрелковой дивизии 38-й армии Воронежского фронта. Отличился во время битвы за Днепр. В ночь с 26 на 27 сентября 1943 года Трофимов возглавил передовой отряд из десяти добровольцев и переправился через Днепр в районе села Лютеж Вышгородского района Киевской области Украинской ССР, отразив большое количество немецких контратак и продержавшись до переправы основных сил. Несколько дней спустя Трофимов в бою получил тяжёлые ранения, от которых умер в госпитале 5 октября 1943 года. Похоронен в Лютеже.
Указом Президиума Верховного Совета СССР от 29 октября 1943 года за «мужество и отвагу, проявленные при форсировании Днепра и в последующих боях» красноармеец Андрей Трофимов посмертно был удостоен высокого звания Героя Советского Союза. Также посмертно был награждён орденом Ленина.